# Stalobelus globifer
Stalobelus globifer är en insektsart som beskrevs av Peláez 1935. Stalobelus globifer ingår i släktet Stalobelus och familjen hornstritar. Inga underarter finns listade i Catalogue of Life.